# Битва при Ельце
Битва при Ельце — второе крупное сражение восстания Болотникова, произошедшее в конце августа 1606 года.
Елец имел важное стратегическое значение, поскольку во время краткого царствования Лжедмитрия I был преобразован в главную военную базу для готовящегося похода на Крымское ханство. В Ельце было сосредоточено большое количество амуниции и вооружения, в том числе множество артиллерии, из-за чего он был крайне важен для восставших. Елец с самого начала примкнул к восстанию под предводительством Болотникова, на что Василий Шуйский ответил посылкой крупных военных сил под командованием князя Ивана Воротынского. Князю не удалось взять крепость и он, подобно Юрию Трубецкому, стоявшему под Кромами, был вынужден перейти к осаде Ельца.
Победа Болотникова под Кромами изменила всю стратегическую обстановку и способствовала дальнейшему распространению восстания вплоть до Калуги. Отступление воевод Василия Шуйского от Кром сразу же сказалось и на обстановке под Ельцом. Стоявший во главе отрядов восставших, находившихся в Ельце, Истома Пашков воспользовался успехом Болотникова для нанесения удара по второй важнейшей группировке войск Шуйского.
Отряды Пашкова наголову разбили отряды Воротынского, после чего тот вынужден был отступить в сторону Тулы. Одновременно с Болотниковым, двигавшимся по следам отступающих войск Трубецкого в калужском направлении, Пашков начал преследовать отряды Воротынского, наступая на Тулу.